# 마카오의 기

마카오의 기 비율 2:3

마카오의 기(마카오 특별행정구의 기)는 1993년 3월 31일 전국인민대표대회에 의해 채택되었으며 1999년 12월 20일에 포르투갈이 마카오를 중화인민공화국에 반환하면서 처음 사용되었다.
초록색 바탕 가운데에는 하얀색 연꽃이 그려져 있으며 연꽃 앞에는 카르발류 총독 대교와 바다를 상징하는 선들이 그려져 있다. 연꽃 위에는 5개의 노란색 별이 그려져 있는데 중화인민공화국의 국기에 사용하였던 오성(五星)을 가로형으로 표현한 것이며 중화인민공화국의 행정 구역임을 강조한다. 다만 큰 별이 왼쪽에서 크게 강조되고 작은 별 4개가 세로형으로 강조된 중화인민공화국의 국기에 비해서 큰 별이 가운데에서 작은 별이 좌우로 2개씩 가로형으로 붙어있는 것이 다르다.    
초록색은 번영을 의미하며 연꽃은 마카오를 상징하는 꽃이다. 세 개의 꽃잎은 마카오를 구성하는 세 개의 큰 지역인 마카오반도, 타이파섬, 콜로아느섬을 뜻하며 연꽃 앞에 있는 대교와 바다는 항만으로서의 마카오의 위치와 역할을 뜻한다. 5개의 노란색 별은 중화인민공화국의 국기에서 유래된 디자인이다. 전체적으로는 마카오가 중화인민공화국의 떨어질 수 없는 일부분임을 의미한다.

## 디자인 초안 목록
아래 그림들은 1993년에 《마카오 특별행정구 기본법》 초안 작성 위원회가 마카오 특별행정구의 기 제정에 앞서 공개한 디자인 초안 목록이다.

## 역사적 기 목록

1554년~1616년 포르투갈령 마카오 시대에 사용된 포르투갈의 국기.
1578년~1640년 포르투갈령 마카오 시대에 사용된 포르투갈의 국기.
1640년~1667년 포르투갈령 마카오 시대에 사용된 포르투갈의 국기.
1667년~1707년 포르투갈령 마카오 시대에 사용된 포르투갈의 국기.
1707년~1816년 포르투갈령 마카오 시대에 사용된 포르투갈의 국기.
1816년~1830년 포르투갈령 마카오 시대에 사용된 포르투갈의 국기.
1830년~1910년 포르투갈령 마카오 시대에 사용된 포르투갈의 국기.
1910년~1999년 포르투갈령 마카오 시대에 사용된 포르투갈의 국기.

1976년~1999년 포르투갈령 마카오 시대에 사용된 마카오의 정부기.
포르투갈령 마카오 시대에 사용된 마카오의 총독기.
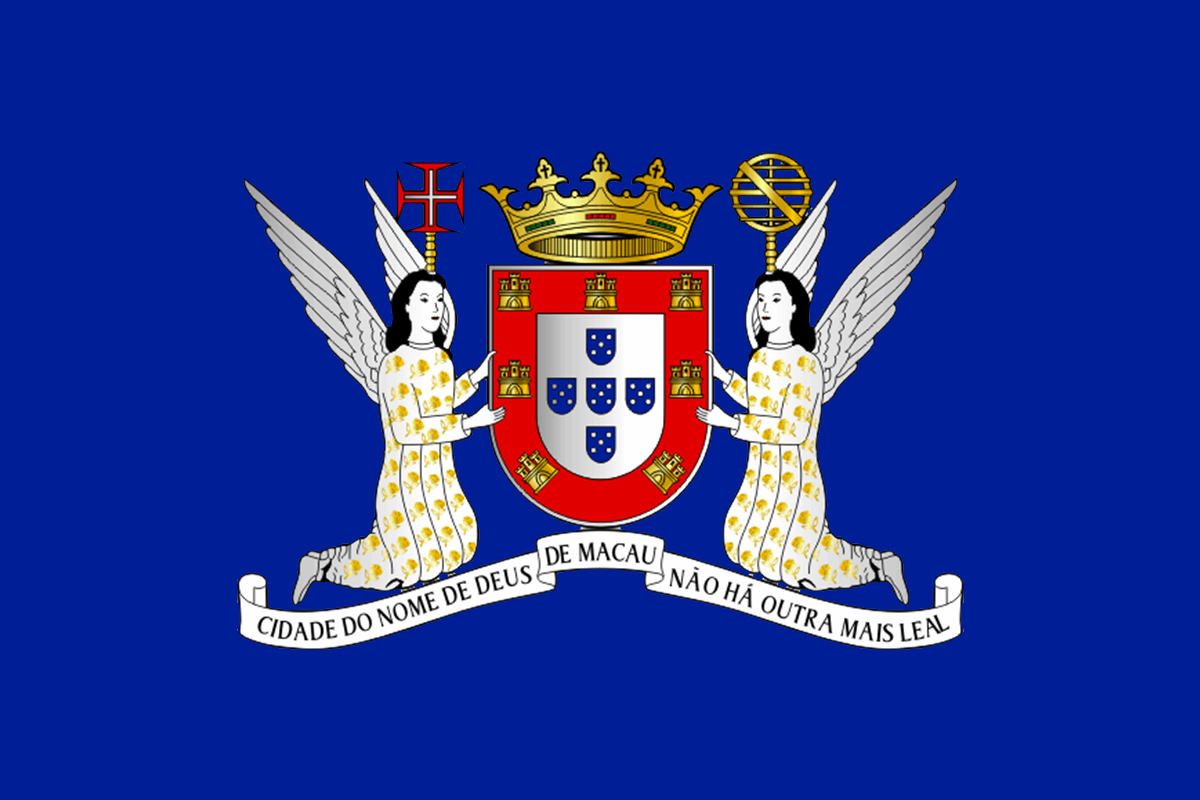
1976년~1999년
1976년~1999년 포르투갈령 마카오 시대에 사용된 하이다오시의 시정청기.
1965년에 제안된 포르투갈령 마카오의 기.

## 같이 보기
- 중국의 기 목록
- 마카오의 문장
- 홍콩의 기
- 홍콩의 문장